# Bradwell (Norfolk)
Pour les articles homonymes, voir Bradwell.
Bradwell est une paroisse civile et un village du Norfolk, en Angleterre.